# Вукшин Шипак
Вукшин Шипак је насељено место у Републици Хрватској у Загребачкој жупанији. Административно је у саставу Јастребарског. Простире се на површини од 3,16 km²

## Становништво
На попису становништва 2011. године, Вукшин Шипак је имао 310 становника.
Према попису становништва из 2001. године у насељу Вукшин Шипак живело је 387 становника који живе у 121 породичном домаћинству. Густина насељености је 122,47 становника на km²
Кретање броја становника по пописима 1857—2001.
| година пописа  | 1857. | 1869. | 1880. | 1890. | 1900. | 1910. | 1921. | 1931. | 1948. | 1953. | 1961. | 1971. | 1981. | 1991. | 2001. |
| бр. становника | 307   | 366   | 296   | 335   | 346   | 347   | 378   | 419   | 536   | 520   | 506   | 553   | 507   | 461   | 387   |

## Попис1991.
На попису становништва 1991. године, насељено место Вукшин Шипак је имало 461 становника, следећег националног састава:
| Попис 1991.‍  | Попис 1991.‍  | Попис 1991.‍ | Попис 1991.‍ | Попис 1991.‍ |
| ------------ | ------------ | ----------- | ----------- | ----------- |
|              |              |             |             |             |
| Хрвати       | Хрвати       |             | 452         | 98,04%      |
| Срби         | Срби         |             | 2           | 0,43%       |
| неопредељени | неопредељени |             | 3           | 0,65%       |
| непознато    | непознато    |             | 4           | 0,86%       |
| укупно: 461  |              |             |             |             |